# Schizotricha frutescens
Schizotricha frutescens is een hydroïdpoliep uit de familie Halopterididae. De poliep komt uit het geslacht Schizotricha. Schizotricha frutescens werd in 1786 voor het eerst wetenschappelijk beschreven door Ellis & Solander. 